# دهستان پیغان‌چایی
دهستان پیغان‌چایی یکی از دهستان‌های استان آذربایجان شرقی است که در بخش مرکزی شهرستان کلیبر واقع شده‌است.